# Premio Infosys

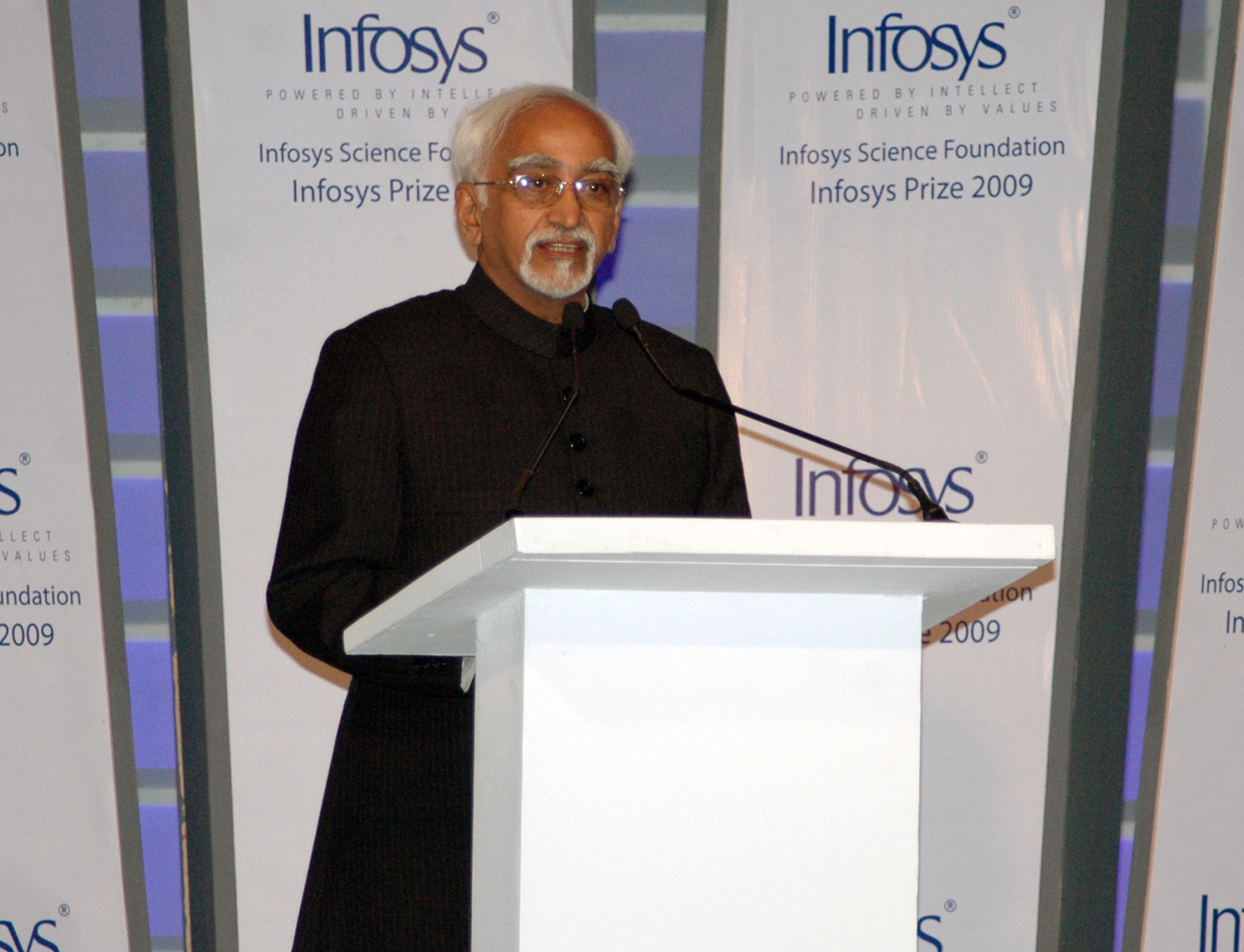
El vicepresidente, Shri Mohd. Hamid Ansari dirigiéndose a la función de presentación del “Premio Infosys 2009”, en Nueva Delhi el 4 de enero de 2010.

El Premio Infosys es un  premio entregado por la empresa Infosys, que se concede anualmente, para honrar los logros sobresalientes de investigadores y científicos con el objetivo de elevar el prestigio de la investigación científica en la India e inspirar a los jóvenes indios a elegir una vocación en la investigación científica. Consta de seis categorías: Ingeniería y Ciencias de la Computación, Humanidades, Ciencias de la Vida, Ciencias Matemáticas, Ciencias Físicas y Ciencias Sociales. La lista de los ganadores del premio desde 2008 es extensa. El premio consiste en  la entrega de un medallón de oro y 100 mil dólares. Es uno de los premios monetarios más importantes de la India.